# Вълчи шпиц
Вълчият шпиц (на нидерландски: Keeshond), наричан още кеесхонд е порода кучета, произхождаща от Холандия. Тя е най-едрата разновидност на немския шпиц. Наречена е на патриота от 18 век Корнелис де Госелар, наричан Кеес. Вълчият шпиц е национално куче на Холандия.

## История
Родината на вълчия шпиц е Холандия и е наречен на лидера на холандските патриоти през 18 век Корнелис (Кеес) де Госелар, предводител на въстанието срещу Оранската династия. Бил развъждан основно като семейно куче, компаньон и пазач, умения, които вълчият шпиц владее отлично. Холандските фермери го използвали като пастир и охранител на добитъка. За тази цел вълчите шпицове са действали по групи. Те са много отговорни към задачата си и пазят имуществото на собственика си от всякави недоброжелатели.
Първият стандарт за вълчи шпиц е написан през 1880 и същата година представен на изложение в Берлин. Първият клуб за породата е основан през 1899. През 1901 германският стандарт включва и специфичния цвят – сребърно-черно. Този стандарт е признат от Британския киноложки клуб през 1915. През 1920-те баронеса фон Харденбрьок започва да се интересува от породата и започва да я популяризира. Тя основава Нидерландския клуб за кеесхонди през 1924. Година по-късно г-жа Уингфийлд-Дигби основава такъв клуб и в Великобритания. През 1926 този клуб влиза в състава на Британския киноложки клуб. Тогава породата е преименувана на кеесхонд.
Също така в популяризирането на породата има принос и Карл Хиндерер, който отваря клуб за кеесхонди в САЩ през 1923. Благодарение на неговите действия през 1930 породата е призната от AKC.
През 1960-те вълчият шпиц е една от трите породи, кръстосани за получаването на евразиера.

## Външен вид
Вълчият шпиц има среден размер. Телосложението му е хармонично и набито. Има гъста, отвесно стърчаща козина, като опашката също има гъсто окосмяване. Той е с тъмни очи, заобиколени от светла козина, наречена „очила“ – особеност, уникална за вълчия шпиц. Главата е красива, а ушите – изправени и остри, задължително с черна окраска. Козината е най-гъста на шията и рамената, както и между таза и скакателната става (т.н. „гащи“). Задължително трябгва да има черна окраска по ушите, края на опашката и лицето. Често срещано явление при кучетата от породата е черната ивица, спускаща се между очите, която им придава красив вид.

### Поддръжка на външния вид
Породата има по-специални изисквания за поддръжка на добър външен вид. За да бъде козината в добро състояние, тоест мека и пухкава, тя трябва да бъде сресвана поне един или два часа на ден. За сметка на това обаче вълчия шпиц няма нужда от постригване и ако все пак се направи такова, на подстриганите места се наблюдава краткотрайно линеене. По принцип породата се класифицира с най-висока степен на падане на козината и това прави представителите ѝ неподходящи домашни любимци за хора с алергии.

## Темперамент
Вълчият шпиц е нежен, любящ и мил по харатер и много обича да бъде близо до стопаните си. Не е склонен към скитничество и много цени дома си. Предан е и обича всички членове на семейството. По характер е енергичен, весел, бдителен, предан, общителен и дружелюбен и може да живее с всякави животни. Много е чистоплътен и се опитва да не мърси вкъщи. При някои екземпляри е наблюдавано измиване с лапите, подобно на котките. Обича да плува и да се търкаля в снега. Представителите на породата са много енергични и жизнерадостни и лесно се сприятеляват с нови хора. Те изглеждат усмихнати и може би заради това породата си е спечелила прякора „усмихнатия холандец“. Тя е подходяща за отглеждане както от хора с опит в гледането на кучета, така и за такива без. Вълчият шпиц е много интелигентен и лесно се поддава на дресировка и запомня команди. Разбира се добре с деца и непознати. Много е важно ранното социализиране в отглеждането на куче от породата. Разбира се с добре с други животни, което го прави подходящ за хора с други домашни любимци.

## Здраве
Кучетата от породата живеят средно 12 до 15 години. Засягат се от много болести – диабет, проблеми с щитовидната жлеза, катаракта, HD, MVD, vWD, сърдечно-съдови проблеми и апоплектичен удар. Възрастните представители на породата трябва да имат OFA и CERF сертификати за здравословно състояние.